# Symplectoscyphus johnstoni
Symplectoscyphus johnstoni är en nässeldjursart som först beskrevs av Gray 1843.  Symplectoscyphus johnstoni ingår i släktet Symplectoscyphus och familjen Sertulariidae. Inga underarter finns listade i Catalogue of Life.